# Leo Picchi
Leo Picchi (Livorno, 20 agosto 1921 – Livorno, 12 luglio 2005) è stato un calciatore, cestista e dirigente sportivo italiano, fratello del più celebre Armando Picchi.

## Carriera

### Calcio
Cresciuto nella Pro Livorno, iniziò a giocare a calcio nella squadra della sua città, debuttando il 30 dicembre 1945 nella gara Livorno-Pescara 1-0 del campionato misto di Divisione Nazionale 1945-1946.
Dalle rive del Tirreno si trasferì al Torino dopo la Tragedia di Superga del 4 maggio 1949; disputò tre campionati con la maglia granata prima di concludere la carriera con il Livorno, nel frattempo retrocesso in Serie C.
Nel 1971 rilevò con il cugino Enzo il Gruppo Sportivo Salesiano Don Bosco di Livorno e, con la collaborazione, che dura tuttora, dell'Inter, diede vita alla società Armando Picchi Calcio, intitolata al fratello, morto il 26 maggio dello stesso anno. Il club così creato è molto attivo soprattutto a livello di giovani calciatori, lanciando anche veri talenti come l'attaccante Cristiano Lucarelli e imponendosi all'attenzione nazionale con le squadre Allievi e Juniores, che conquistarono i titoli nazionali di categoria.
Laureatosi in Farmacia, s'impegnò a studiare la causa della morte del fratello Armando, ipotizzando cure sbagliate in seguito alla frattura del bacino patita dal calciatore con la Nazionale di calcio il 6 aprile 1968, durante Italia-Bulgaria, partita che concluse di fatto la sua carriera azzurra e calcistica.
Dal 1969 al 1976 fu presidente dell'Associazione Ginnastica Livornese; fu poi presidente del Livorno Calcio dal 1982 al 1985 e della più antica società di calcio dilettantistica della città labronica, la Pro Livorno 1919.

### Pallacanestro
Leo Picchi è stato uno dei pochi sportivi italiani a giocare nella massima serie in due discipline diverse; oltre a quella di calcio, disputò infatti la Serie A di pallacanestro. Con il GUF Livorno giocò in Serie A FIP 1942-1943, e negli anni cinquanta militò anche nella Cama Livorno.